# Potto
Der Potto (Perodicticus potto) ist eine Primatenart aus der Familie der Loris (Lorisidae). Sie kommt mit zwei Unterarten in Westafrika vom Südosten des Senegal bis ins südwestliche Nigeria sowie in Kenia am Mount-Kenya-Massiv vor.

## Unterarten
- P. potto potto Müller, 1766, kommt vom südöstlichen Senegal über das südöstliche Guinea, Sierra Leone, Liberia, die Elfenbeinküste bis ins südwestliche Ghana vor. Die Unterart konnte bisher nicht im restlichen Guinea, in Gambia und Guinea-Bissau nachgewiesen werden.
- P. potto juju Thomas, 1910, lebt vom Ostufer des Volta im Südosten Ghanas über den Süden von Togo und Benin bis in den Südwesten von Nigeria und ist möglicherweise eine eigenständige Art.

## Merkmale
Der Potto erreicht eine Kopf-Rumpf-Länge von etwa 30 cm und ein Gewicht von 850 bis 1000 g und ist damit die kleinste der drei Pottoarten. Der Schwanz ist mit einer Länge von 4 bis 6 cm allerdings nur halb so lang wie der des Kamerun-Pottos. Das Fell ist dicht und dunkelbraun gefärbt mit einem dunklen Mittelstreifen auf dem Rücken. Hände und Füße sind hell. Die Ohren zeichnen sich deutlich im Fell des runden Kopfes ab. Das Ohrinnere ist gelblich. Vom Hinterkopf bis hinunter zwischen die Schulterblätter besitzt der Potto lange schwarze Tasthaare. Er hat relativ kleine Zähne.

## Lebensweise
Der Potto lebt in Primär- und Sekundärwäldern, manchmal auch auf Plantagen und Waldsavannen. Die genaue Lebensweise der Art wurde bisher nicht näher erforscht. Wie andere Pottos ist er baumbewohnend (arboreal), nachtaktiv und wird sich vor allem von reifen Früchten, Baumsäften, Insekten und kleinen Wirbeltieren ernähren. Ein Pottoweibchen gebiert meist ein Jungtier im Jahr, selten Zwillinge. Das Jungtier wiegt bei der Geburt 30 bis 42 g. Es wird nach 120 bis 180 Tagen entwöhnt.

## Gefährdung
Der Nominatform des Potto wird von der International Union for Conservation of Nature and Natural Resources (IUCN) als „potenziell gefährdet“ (Near Threatened) eingestuft. Sie kommt in einigen Schutzgebieten vor, unter anderem im Nationalpark Niokolo-Koba im Senegal und den Nationalparks Kakum und Kyabobo in Ghana. P. potto juju wird bei der IUCN als „stark gefährdet“ (Endangered) gelistet, P. potto potto als „potenziell gefährdet“ (Near Threatened).
In Europa wird die Art in den Zoos von Moskau, Rivne, Axminster, Birmingham und London gepflegt; ehemalige Halter in Deutschland sind u. a. der Zoo Berlin und der Saarbrücker Zoo (dieser auch mit erfolgreicher Zucht in den 1980er Jahren).

## Belege
1. ↑   Potto auf Zootierliste.de, abgerufen am 24. Juni 2022.